# Herrade de Landsberg
Pour les articles homonymes, voir Landsberg.
Herrade de Landsberg (ou Herrade de Hohenbourg ou Herrade dite de Landsberg) née entre 1125 et 1130, morte le 25 juillet 1195 au monastère de Hohenbourg dont elle était l'abbesse, fut une poétesse, artiste et encyclopédiste de langue latine.

## Biographie

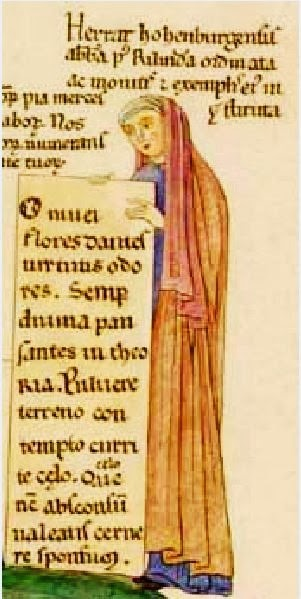
Autoportrait d'Herrade de Landsberg tenant un parchemin où est écrit un de ses poèmes, vers 1180.

On a longtemps pensé qu'elle était issue de la noble famille alsacienne de Landsberg, mais ce n'est pas affirmé et on utilise les termes de Herrade de Hohenbourg (du nom du mont Sainte-Odile à cette époque) ou encore Herrade dite de Landsberg (pour poursuivre l'usage). Herrade succéda à Rélinde à la tête du couvent de Hohenbourg (mont Sainte-Odile en Alsace), dont elle fut abbesse de 1167 à 1195. C'est par Rélinde qu'Herrade fut initiée à la culture des lettres et des beaux-arts. Cet ancien couvent de bénédictines était devenu une collégiale augustinienne avec observation stricte de la règle pour les 47 moniales. La congrégation comprenait également 13 converses qui n'étaient pas soumises aux mêmes règles que les autres.
Herrade dite de Landsberg achève la restauration du couvent, entamée par l'abbesse Rélinde et le roi Frédéric Ier, et obtient l'installation de Prémontrés dans l'abbaye de Niedermunster situé dans un vallon au pied du mont Sainte-Odile.
Herrade dite de Landsberg devint célèbre en tant qu'auteure et illustratrice de l'Hortus deliciarum (Le Jardin des délices), composé entre 1169 et 1175. Première encyclopédie écrite par une femme, c'était un superbe manuscrit à vocation essentiellement didactique et de formation de ces moniales, formant ainsi un tout premier recueil à l'intention exclusive de la formation des femmes.
Herrade écrivait également des poèmes. Dans l'enluminure la représentant, sur le parchemin qu'elle tient dans les mains, on trouve notamment les vers suivants (en latin) :
Ô vous, fleurs blanches comme la neige, qui répandez le parfum de vos vertus, en dédaignant la poussière terrestre, persistez dans la contemplation des choses célestes, ne cessez pas de vous hâter vers le ciel, où vous verrez, face à face, l’Époux caché à vos regards.
L'image d'Herrade qui se dégage de cet ouvrage est à la fois « une abbesse consciente de l'importance de son rôle, une femme dévote qui a la gaieté d'une jeune fille, une mère qui prend bien soin de ses filles et l'amoureuse fiancée mystique du Christ ». La tristesse est bannie de son monde, elle veut être entourée de visages jeunes et beaux.
L'Hortus deliciarum, codex de 330 folios recto-verso, fut détruit lors du bombardement de la bibliothèque de Strasbourg le 23 août 1870. Fort heureusement, il a été copié à plus de 80 % tant pour les textes que les dessins, et il est possible d'accéder à des ouvrages ou des sites Internet présentant tout ou partie de l'ouvrage. Le directeur du Mont Sainte-Odile, le chanoine Augustin Christen, consacra son temps de retraite à faire redessiner et mettre en couleur toutes les images connues par les soins d'une dessinatrice de Colmar, Claudia Tisserand-Maurer, et cet ouvrage a été publié par les Éditions Coprur à Strasbourg[Quand ?]. De nombreuses images du codex sont accessibles sur le web et dans différents ouvrages.

## Contributions

### Pédagogie
L'œuvre principale d'Herrade, l'Hortus deliciarum, était essentiellement à vocation pédagogique. Elle a été conçue pour guider les religieuses chargées de l'enseignement des jeunes filles d'Hohenburg. Il est en effet rédigé en latin, avec quelques notes explicatives en allemand et, surtout, très richement illustré afin d'aider les enseignantes à rendre l'instruction plus ludique. Il ne semble pas avoir été conçu pour les élèves. C'est un ouvrage écrit par une femme, Herrade, pour des femmes, les religieuses enseignant aux jeunes filles de la noblesse d'Hohenburg. Parmi son contenu se trouvent de nombreux extraits de textes d'auteurs religieux (dont la Bible) ou profanes.

### Musique

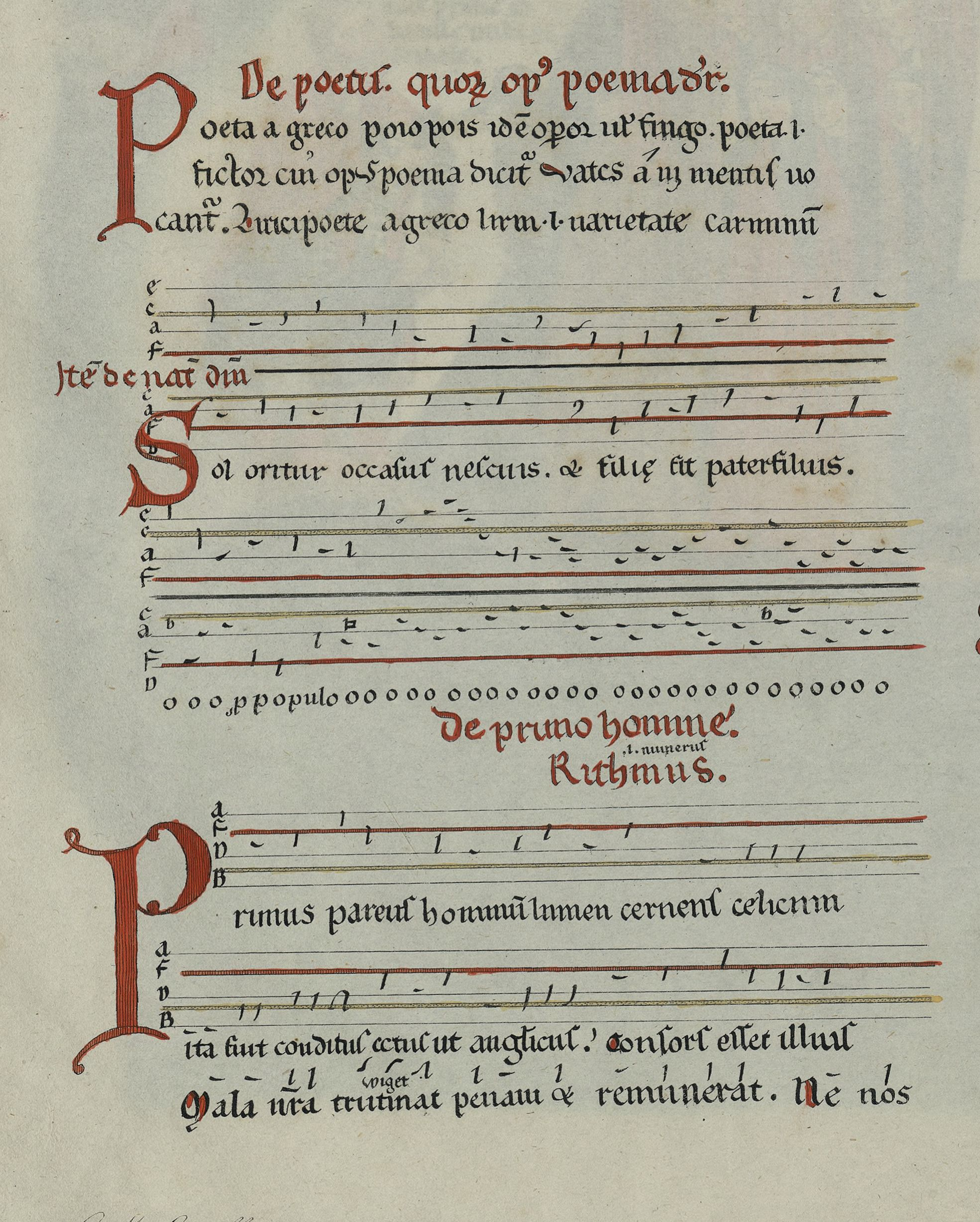
Notation musicale utilisée par Herrade de Landsberg dans l'Hortus deliciarum.

Certains poèmes de l'Hortus deliciarum sont accompagnés d'une notation musicale ajoutée par Herrade. Elle utilise pour cela un système de notation sur portées proche de celui élaboré par Guido d'Arezzo, mais le perfectionne, y ajoutant des lignes de manière à pouvoir représenter l'ensemble de la gamme. Elle sépare également les portées utilisées pour les chants polyphoniques. On ignore cependant si cette notation musicale est une invention de sa part.

### Philosophie

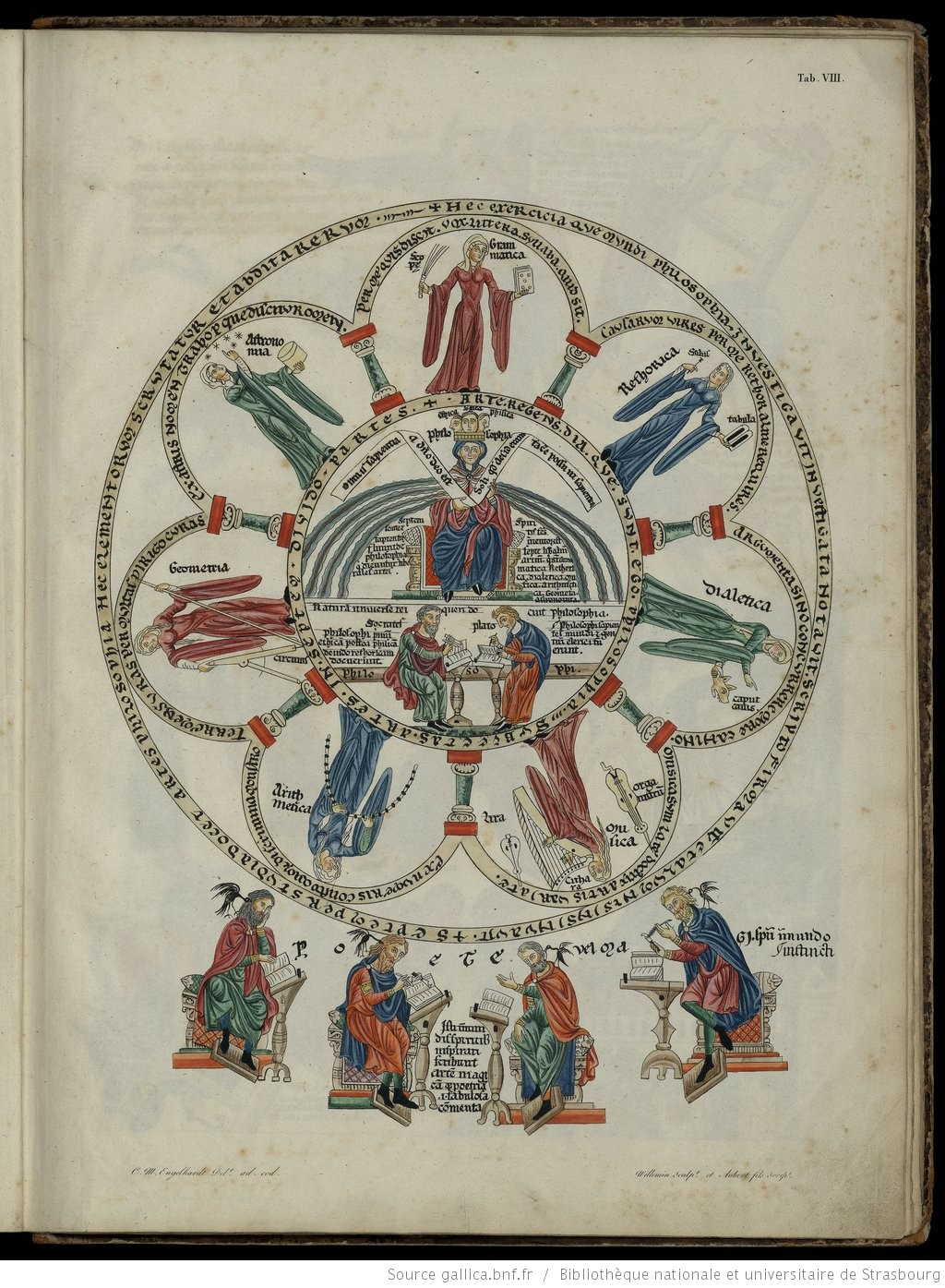
Illustration de la Philosophie par Herrade de Landsberg.

L'Hortus deliciarum contient une enluminure d'Herrade représentant les sept arts libéraux qui entourent la philosophie (située au centre). Sous la philosophie, on trouve Socrate, à gauche, et Platon, à droite. Enfin, les quatre personnages qui supportent la philosophie et ses sept arts sont des poètes dont l'art ne repose pas sur la connaissance (de ce fait, ils ne sont pas inclus dans la représentation de la philosophie).

### Peinture
L'Hortus deliciarum contient 636 illustrations dont environ 9 000 figures humaines, ce qui est un parti pris avant tout pédagogique de la part d'Herrade de Landsberg. Ses dessins sont le reflet des techniques et savoirs picturaux de son époque et ne sont pas particulièrement remarquables pour leurs qualités techniques. Ses illustrations comportent des erreurs de proportions, une absence totale de perspective, ce qui est tout à fait courant à cette époque. Selon Charles Gérard dans Les Artistes de l'Alsace pendant le Moyen Âge, c'est surtout la représentation des personnages féminins qui souffre de ces lourdeurs techniques, les représentations de visages masculins étant plus variées. Les paysages sont quasi inexistants, ils semblent volontairement écartés de ses miniatures. L'architecture est représentée de manière très conventionnelle. Par contre, elle apporte un soin très particulier au travail des étoffes, des objets du quotidien et à la représentation des mouvements de ses personnages.
En revanche, la force de ses dessins réside dans leur fantaisie. Le recours au fantastique est quelque chose de relativement rare au cours du XIIe siècle dans la peinture occidentale, en tout cas de la manière dont le fait Herrade.
La conception des dessins d'Herrade ainsi que sa façon de mettre en page est très créative, énergique et innovante.

## Iconographie

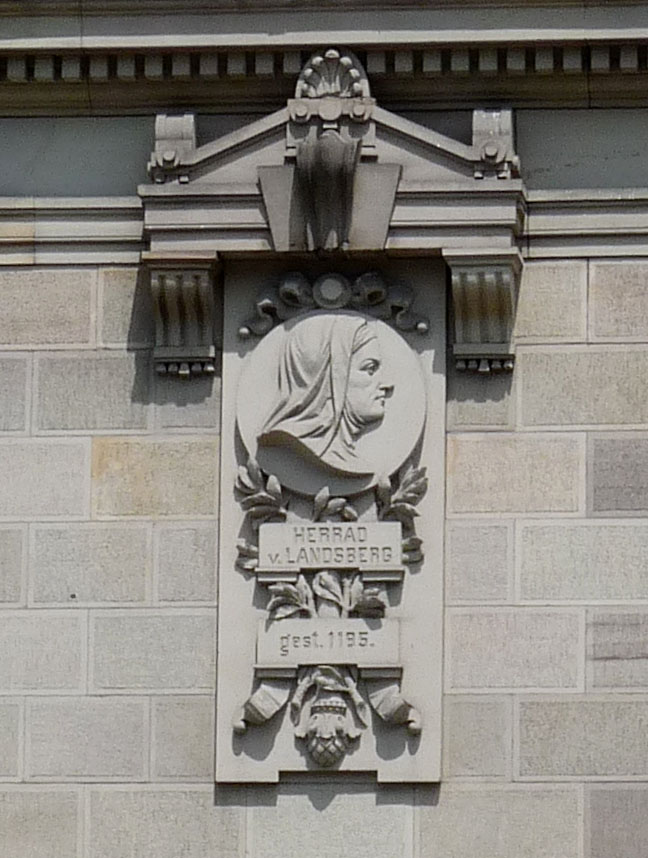
Médaillon d'Herrade sur la façade de la BNUS.

Herrade de Landsberg figure en médaillon sur la façade de la Bibliothèque nationale et universitaire de Strasbourg (BNUS), construite lorsque la ville est allemande en 1895 .